# 餅田千佳
餅田 千佳（もちだ ちか、1984年7月5日 - ）は、日本の元女子バレーボール選手。

## 来歴
福岡県北九州市出身。親の勧めで小学2年でバレーボールを始める。
2003年博多女子高校卒業後、V1リーグのPFUに入団し、新人賞を獲得。
2008/09チャレンジリーグにおいて、サーブレシーブをこなすエーススパイカーとして初優勝に大きく貢献した。
2014年5月、現役を引退。

## 受賞歴
- 2003年 第6回 V1リーグ 新人賞

## 所属チーム
- 小石小
- 若松中
- 博多女子高校
- PFUブルーキャッツ（2003-2014年）